# Пяйва
Пяйва — река в России, протекает по территории Печенгского района Мурманской области, по территории полуострова Рыбачьего. Впадает в Зубовскую губу Баренцева моря. Длина реки — 17 км.
В 0,8 км от устья, по левому берегу реки впадает река Западная Майка. Протекает через озеро Пяйваярви.

## Данные водного реестра
По данным государственного водного реестра России относится к Баренцево-Беломорскому бассейновому округу, водохозяйственный участок реки — реки бассейна Баренцева моря от восточной границы реки Печенга до западной границы бассейна реки Воронья, без рек Тулома и Кола. Речной бассейн реки — бассейны рек Кольского полуострова, впадает в Баренцево море.